# Curaçao
Curaçao [kyʀaˈsaːo] (niederländisch) (papiamentu Kòrsou) ist eine rund 444 Quadratkilometer große Insel und zusammen mit der Nebeninsel Klein Curaçao ein Land des Königreichs der Niederlande in der Karibik.
Curaçao ist eine der drei ABC-Inseln und als solche Teil der karibischen Inseln unter dem Winde (südliche Kleine Antillen), die geologisch zur südamerikanischen Kontinentalplatte gehören. Obwohl Curaçao Teil des Königreichs der Niederlande ist, gehört es weder zur Europäischen Union noch zum Schengen-Raum. Curaçao ist aber mit der Europäischen Union assoziiert.

## Geographie
Die Insel ist circa 60 km entfernt vom Festland (nördlich von Venezuela und nordöstlich von Kolumbien). Westlich von Curaçao befindet sich die Insel Aruba, die bis 1986 ebenfalls zu den Niederländischen Antillen gehörte, östlich davon die Insel Bonaire. Zusammen mit diesen gehört Curaçao geographisch zu den Inseln unter dem Winde. Südöstlich liegt Klein Curaçao, eine besonders bei Tauchern beliebte unbewohnte Insel, auf der nur ein Leuchtturm steht.
Höchste Erhebung ist der Sint-Christoffelberg mit einer Höhe von 375 m.

## Bevölkerung
Zum Jahresbeginn 2021 lebten insgesamt 153.671 Menschen auf Curaçao. Der größte Teil der Bevölkerung konzentriert sich auf die Hauptstadt Willemstad und den urbanen Raum rund um das Schottegat im zentral-östlichen Teil der Insel.
Die Einwohnerschaft Curaçaos besteht aus einer Vielzahl von Ethnien. Die meisten Bewohner sind Nachkommen ehemals versklavter Afrikaner. Rund 6 % der Bevölkerung sind niederländischer Abstammung. Wenige Insulaner stammen von Arawak-Indianern ab, den Ureinwohnern bei der europäischen Entdeckung der Insel. Daneben gibt es Nachfahren von sephardischen Juden, die im 17. Jahrhundert aus Spanien und Portugal vor der Inquisition geflohen sind, sowie von der Ölindustrie angeworbene Gastarbeiter aus Asien, Südamerika und der Karibik. Die Bürger Curaçaos haben die niederländische Staatsbürgerschaft und sind somit auch EU-Bürger.
Eine Familie hat im Durchschnitt zwei Kinder; Männer werden etwa 76 Jahre, Frauen etwa 81 Jahre alt (zum Vergleich Niederlande insgesamt: Männer etwa 79, Frauen etwa 84 Jahre). Der Alphabetisierungsgrad ist hoch, etwa 96 % der Bevölkerung über 15 Jahren können lesen und schreiben.

### Bevölkerungsentwicklung
| Jahr | Einwohnerzahl |
| ---- | ------------- |
| 1960 | 125.181       |
| 1972 | 147.059       |
| 1981 | 147.658       |
| 1992 | 144.097       |
| 2001 | 130.627       |
| 2011 | 150.563       |
| 2021 | 153.671       |

Quelle: CBS

### Sprachen
Die niederländische Sprache ist Amtssprache, aber auch Papiamentu (eine Kreolsprache mit spanischen, portugiesischen, niederländischen und englischen Elementen) ist eine offizielle Sprache und ist in der Praxis die weitgehend dominierende gesprochene Sprache. Papiamentu ist hoch entwickelt, es gibt zum Beispiel zahlreiche literarische Werke. Englisch- und Spanischkenntnisse sind verbreitet.

## Geschichte
Die Insel ist seit ungefähr 4000 v. Chr. von Indigenas (amerikanische Ureinwohner) besiedelt. Eine weitere, höher entwickelte indigene Kultur bildete sich nach einer zweiten Besiedelungswelle um ca. 1500 v. Chr. Die Zeichnungen sind heute noch an der Hatohöhle sichtbar.
Im Jahr 1499 landeten Spanier unter der Führung von Alonso de Ojeda auf der Insel, die sie zunächst Isla de los Gigantes ‚Insel der Riesen‘ nannten, da die Körpergröße der dort lebenden Arawak sie beeindruckte. Wenige Jahre später deportierten die spanischen Eroberer die indianischen Ureinwohner zur Zwangsarbeit auf das Festland. 1527 begannen die Spanier mit der Wiederbesiedelung. Die nächsten Jahrzehnte blieb die Insel spanisch.
Das Wort „Curaçao“ hat vermutlich seinen Ursprung in der Sprache der indigenen Arawak oder Caiquetio, die ursprünglich auf der Insel lebten. Eine gängige Theorie besagt, dass der Name von dem portugiesischen Wort coração ‚Herz‘ abgeleitet ist, da die Portugiesen die Insel als wichtige Versorgungsstation betrachteten und sie als „Herz“ ihrer Reise ansahen. Eine andere Theorie besagt, dass der Name von einem spanischen Begriff für Heilung oder Genesung stammt, möglicherweise weil die Insel als Ort angesehen wurde, an dem Seefahrer, die an Skorbut litten, durch frische Früchte und Nahrung genesen konnten.
1634 eroberte eine Expedition von Johan van Walbeeck Curaçao für die Niederländische Westindien-Kompanie. Unter Generaldirektor Jacob Pieters Tolck wurde die Insel zum Zentrum für den karibischen Sklavenhandel und blieb dies bis ins 18. Jahrhundert.
Sephardische Familien machten im 18. Jahrhundert einen Gutteil der Elite der Insel aus; ab Mitte des 18. Jahrhunderts dominierten jüdische Kaufleute den Handel. Ihre Sklaven ließen sie nicht beschneiden, sondern katholisch taufen. Um das Ende des 18. Jahrhunderts hatten nur 18 % aller Schwarzen und Mulatten auf der Insel den Status freier Personen, alle anderen waren Sklaven.
Die Insel blieb niederländisch, bis sie die Briten während der napoleonischen Kriege – ähnlich wie Südafrika und Suriname – besetzten. 1816 kam sie wieder an die Niederlande zurück. Nach den Briten (1834) und den Franzosen (1848) schafften am 1. Juli 1863 auch die Niederlande die Sklaverei ab.
Ab den 1860er Jahren verlor Curaçao wirtschaftlich an Bedeutung, die sich erst mit den Entdeckungen von Erdöl-Lagerstätten in den 1930er Jahren wieder erhöhte. Heute basiert die Wirtschaft auf den fünf Säulen Erdöl, Hafen, Tourismus, Offshore-Banking und einer beschränkten lokalen Produktion.
Die militärische Bedeutung der strategischen Lage der Insel, die den größten natürlichen Innenhafen der westlichen Hemisphäre besitzt, wurde im Juni 2006 nochmals unter Beweis gestellt, als ein großes Militärlandemanöver auf der Insel stattfand. An der Übung „Joint Caribbean Lion 2006“ nahmen Soldaten aus Frankreich, Spanien, den Niederlanden, Großbritannien und den Vereinigten Staaten teil.
Im Jahr 2005 stimmte die Bevölkerung Curaçaos bei einem Referendum über den zukünftigen Status der Insel ab, wobei sich die Mehrheit für den Status als autonomes Land innerhalb des Königreichs der Niederlande entschied:
1. Curaçao bleibt Teil der Niederländischen Antillen (3,74 %)
2. Curaçao wird ein autonomes Land innerhalb des niederländischen Königreichs (67,83 %)
3. Curaçao wird Teil der Niederlande (vgl. Status von Bonaire, Saba und Sint Eustatius) (23,61 %)
4. Unabhängigkeit vom niederländischen Königreich (4,82 %)

Am 15. Mai 2009 fand ein erneutes nicht bindendes Referendum statt, bei dem die Bevölkerung Curaçaos aufgerufen war, über das ausgehandelte Ergebnis abzustimmen. Eine knappe Mehrheit von 52 % stimmte für den Vorschlag, dass Curaçao ein eigenständiges Land innerhalb des Königreichs der Niederlande werden soll. Am 10. Oktober 2010 wurde der Landesverband der Niederländischen Antillen aufgelöst. Damit wurde Curaçao ein eigenständiges Bundesland innerhalb des Königreichs der Niederlande, neben Aruba und Sint Maarten.

## Politik
Die Regierung unter Gerrit Schotte war ab dem 3. August 2012 nur noch geschäftsführend im Amt. Die Parlamentswahl wurde auf den 19. Oktober 2012 vorgezogen. Eine Mehrheit der Abgeordneten forderte jedoch eine Ablösung Schottes durch eine Interimsregierung. Die stellvertretende Gouverneurin Adèle Van der Pluijm-Vrede berief daraufhin am 29. September 2012 Stanley Betrian zum neuen Regierungschef. Schotte wollte seine Entlassung zunächst nicht akzeptieren und sprach von einem „Staatsstreich“, der von den Niederlanden gesteuert sei. Während sich die Bevölkerung von Curaçao angesichts der Regierungskrise gespalten zeigte, signalisierte das niederländische Parlament, einem Wunsch nach Unabhängigkeit nachkommen zu wollen. Gleichzeitig ließ die zuständige Haager Ministerin Liesbeth Spies erklären, dass die Regierungsneubildung im Einklang mit der Verfassung erfolgt sei. Am 31. Dezember 2012 wurde Daniel Hodge der dritte Premierminister des Landes. Am 28. April 2017 fanden Neuwahlen statt. Am 29. Mai 2017 wurde Eugene Rhuggenaath zum Premierminister ernannt. Er übernahm das Amt von Gilmar Pisas, der es zwei Monate lang als Interim innehatte. Am 19. März 2021 fanden erneut Parlamentswahlen statt. Die Wahlen fanden zwei Tage nach den Niederländischen Wahlen statt. Eugene Rhuggenaath verlor seine Parlamentsmehrheit. Gilmar Pisas Movement for the Future of Curaçao gewann neun Sitze im Parlament. Die Real Alternative Party von Eugene Rhuggenaath nur vier Sitze. Das Parlament von Curaçao verfügt über 21 Abgeordnete und wird „Estates of Curaçao“ genannt. Amtierender Premierminister ist seit dem 14. Juni 2021 Gilmar Pisas.

## Klima
Curaçao liegt im direkten Einflussgebiet des Nordost-Passats. Da die Insel zu flach für Steigungsregen ist, bringen die Luftmassen nur relativ wenig Regen auf die Insel und da die Niederschläge auf Curaçao nicht regelmäßig erfolgen, gibt es auf der Insel keine permanenten Flüsse. Niederschläge treten trotz dessen teilweise plötzlich und gleichzeitig heftig auf. Es herrscht ein semiarides Tageszeitenklima mit einem durchschnittlichen Jahresniederschlag von 550 mm und einer Jahresdurchschnittstemperatur von fast 28 °C. Die jährlichen Niederschlagsmengen sind mit Werten zwischen 200 und 1200 mm dabei jedoch recht starken Schwankungen unterworfen.
|                       | Jan  | Feb  | Mär  | Apr  | Mai  | Jun  | Jul  | Aug  | Sep  | Okt  | Nov  | Dez  |   |      |
| Mittl. Tagesmax. (°C) | 29,2 | 29,4 | 29,9 | 30,4 | 31,1 | 31,4 | 31,4 | 31,9 | 32,3 | 31,5 | 30,7 | 29,8 | ⌀ | 30,8 |
| Mittl. Tagesmin. (°C) | 23,9 | 24,0 | 24,4 | 25,0 | 25,8 | 25,9 | 25,7 | 26,0 | 26,3 | 25,9 | 25,3 | 24,4 | ⌀ | 25,2 |
|                       |      |      |      |      |      |      |      |      |      |      |      |      |   |      |
| Niederschlag (mm)     | 46   | 28   | 15   | 19   | 25   | 21   | 34   | 41   | 45   | 83   | 96   | 99   | Σ | 552  |
|                       |      |      |      |      |      |      |      |      |      |      |      |      |   |      |
| Sonnenstunden (h/d)   | 8,2  | 8,6  | 8,6  | 7,9  | 7,8  | 8,5  | 9,1  | 9,3  | 8,5  | 7,9  | 7,6  | 7,5  | ⌀ | 8,3  |
|                       |      |      |      |      |      |      |      |      |      |      |      |      |   |      |
| Regentage (d)         | 8    | 5    | 3    | 3    | 3    | 3    | 6    | 5    | 5    | 8    | 10   | 12   | Σ | 71   |
|                       |      |      |      |      |      |      |      |      |      |      |      |      |   |      |
| Wassertemperatur (°C) | 26   | 25   | 26   | 26   | 26   | 27   | 27   | 28   | 28   | 28   | 28   | 27   | ⌀ | 26,8 |
|                       |      |      |      |      |      |      |      |      |      |      |      |      |   |      |
| Luftfeuchtigkeit (%)  | 76   | 75   | 74   | 75   | 77   | 76   | 76   | 76   | 75   | 77   | 78   | 77   | ⌀ | 76   |

| 23,9 |

| 24,0 |

| 24,4 |

| 25,0 |

| 25,8 |

| 25,9 |

| 25,7 |

| 26,0 |

| 26,3 |

| 25,9 |

| 25,3 |

| 24,4 |

| 23,9 |

| 24,0 |

| 24,4 |

| 25,0 |

| 25,8 |

| 25,9 |

| 25,7 |

| 26,0 |

| 26,3 |

| 25,9 |

| 25,3 |

| 24,4 |

Curaçao liegt als „Insel unter dem Winde“ außerhalb des Hurrican-Gürtels. Die Insel wird nur sehr selten von den tropischen Wirbelstürmen getroffen.

## Wirtschaft und Infrastruktur

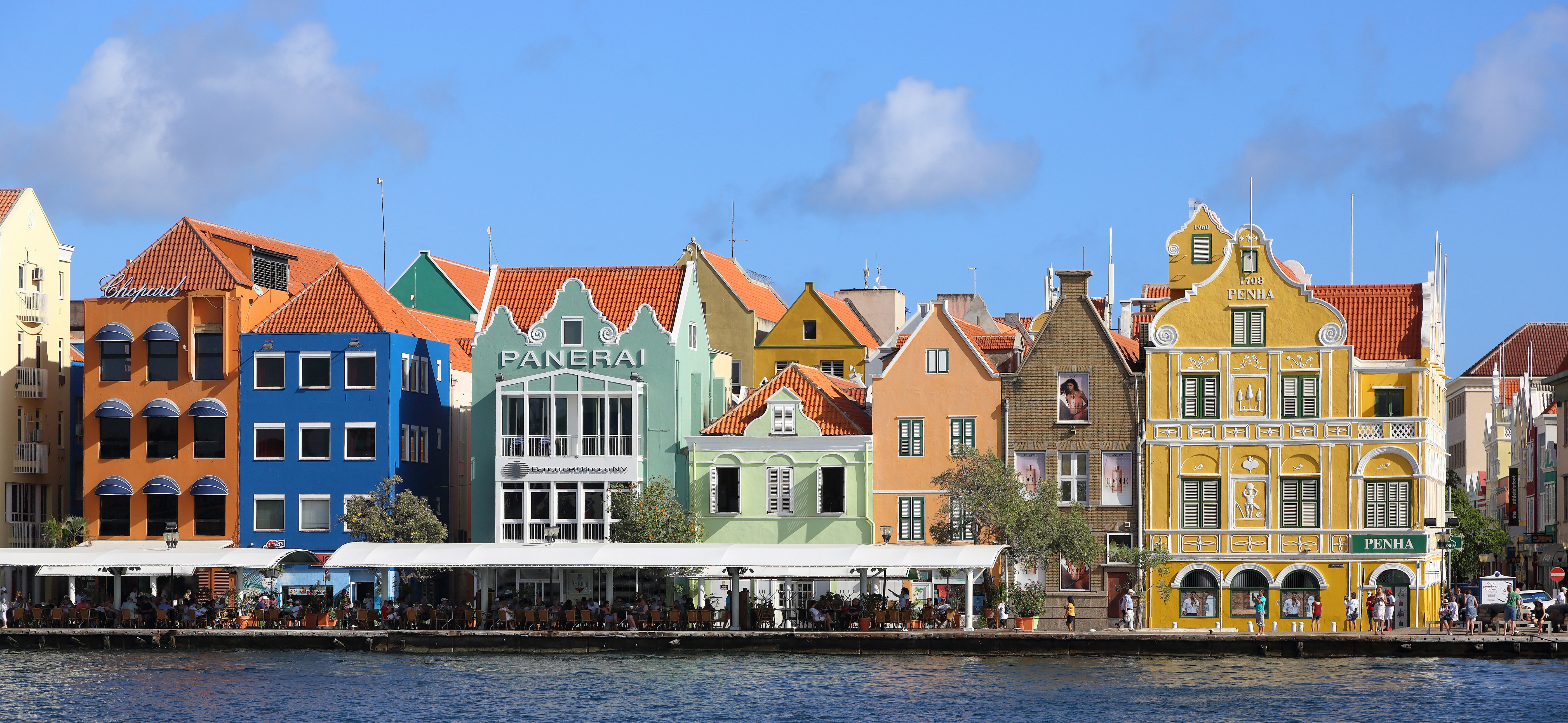
Niederländische Architektur in Willemstad

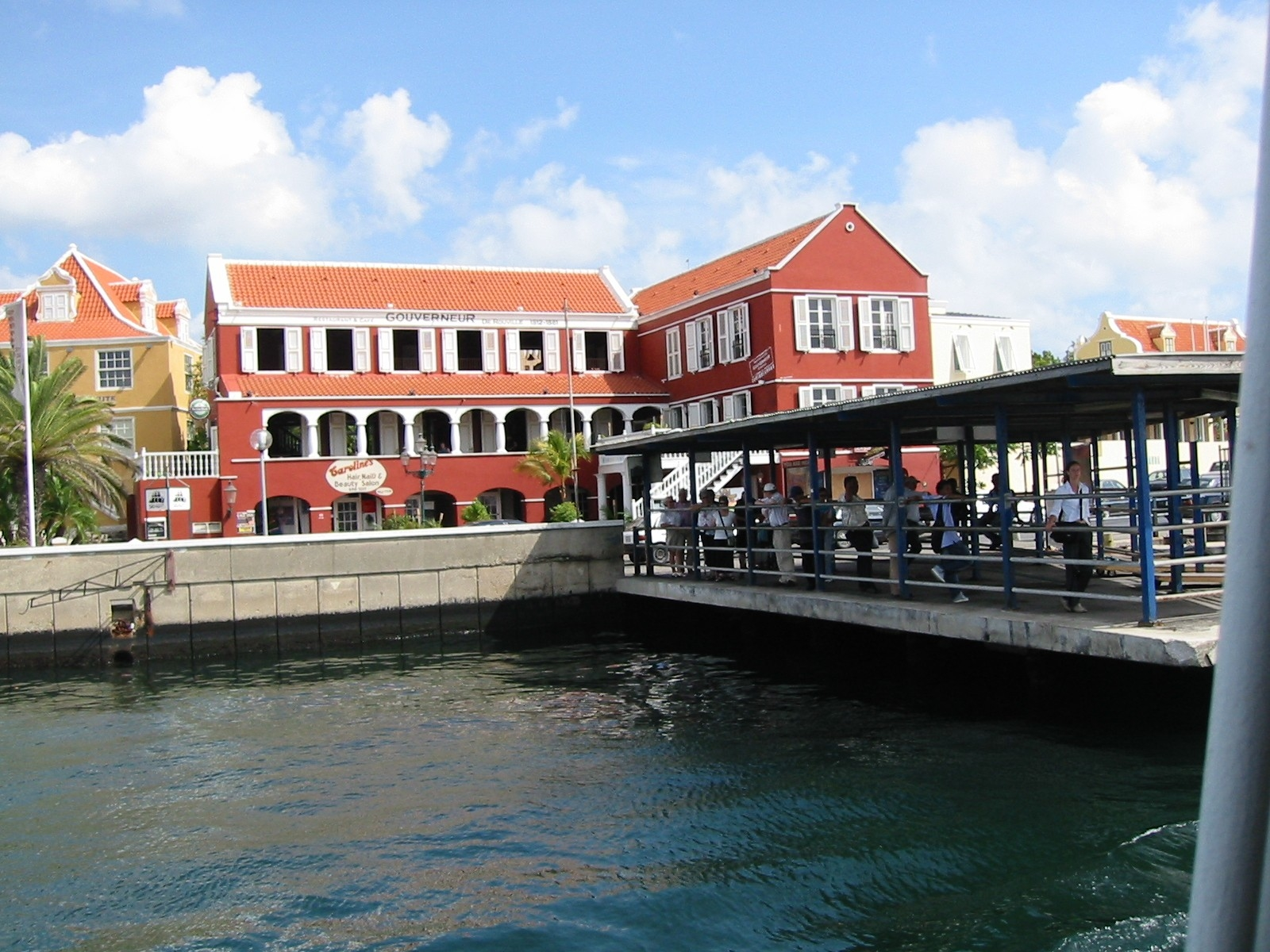
Historische Altstadt von Willemstad

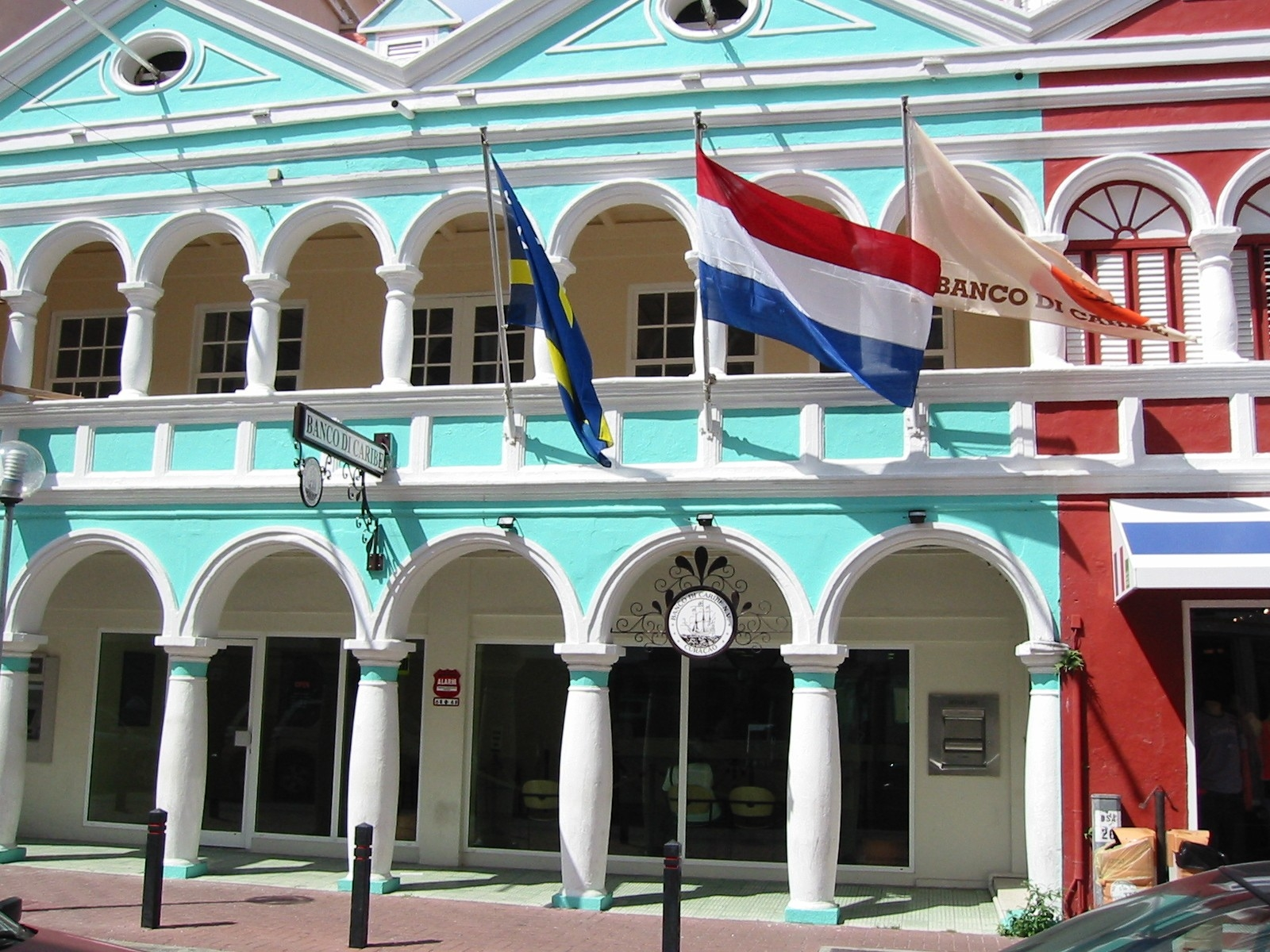
Banco di Caribe in Willemstad

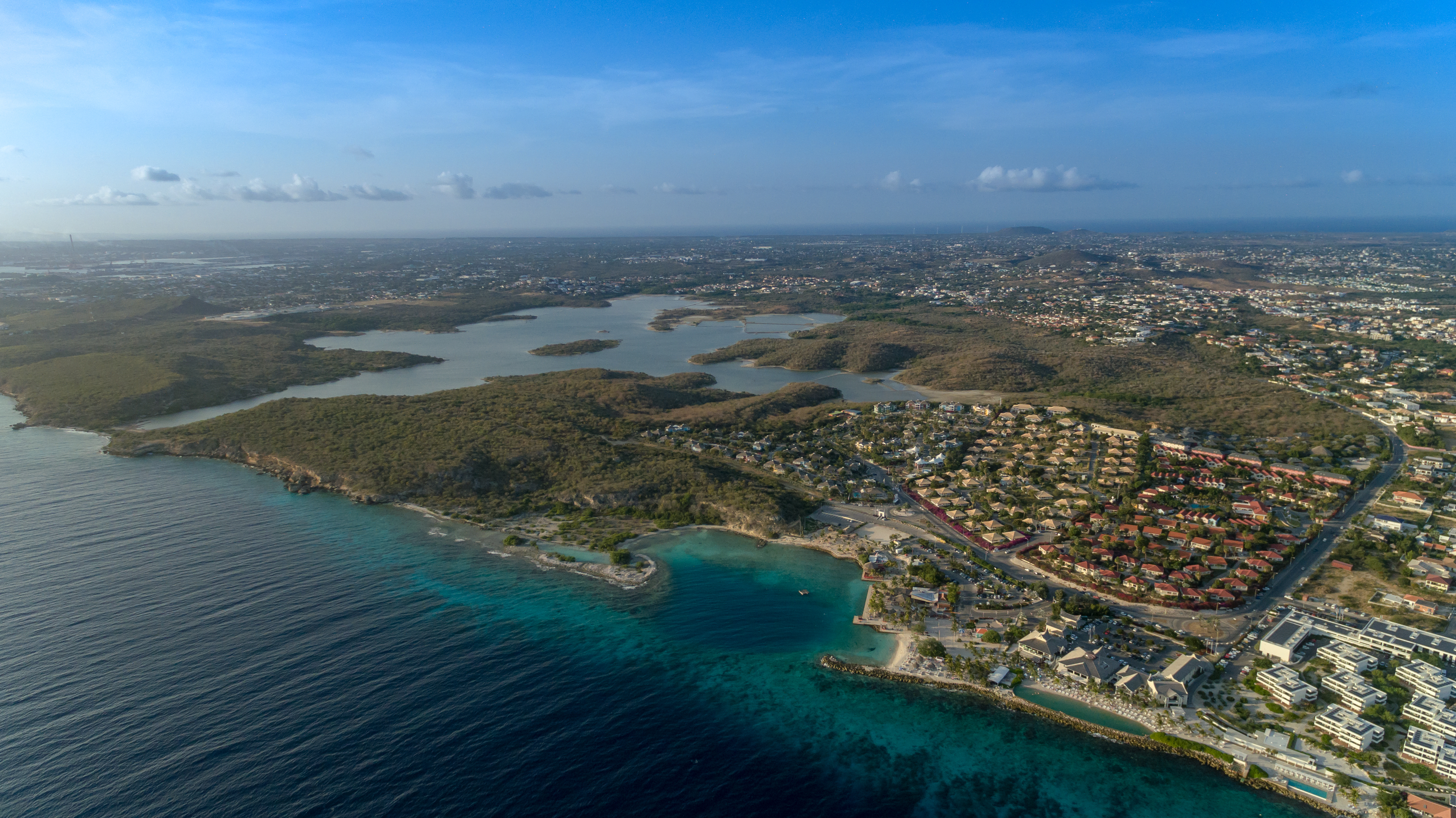
Jan Thiel beach Curaçao

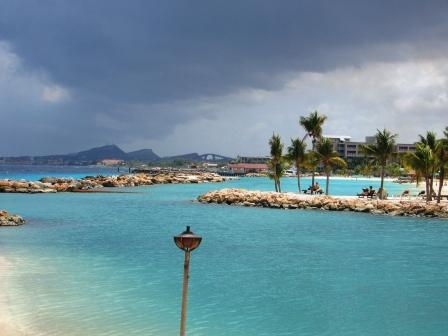
Strand

Die größten Wirtschaftszweige der Insel sind der Tourismus und die Erdölraffinerie. Des Weiteren ist die Rolle als Offshore-Finanzplatz von großer Bedeutung. Seit 2010 stehen die Niederländischen Antillen in den USA nicht mehr auf der „schwarzen Liste“ der Steuerparadiese.
Die Arbeitslosigkeit auf der Insel lag 2008 noch bei 10,3 %. Seit Oktober 2005, als die Arbeitslosigkeit mit 18,2 % ihren Höchststand erreicht hatte, hat sich die Wirtschaftskraft der Insel deutlich erholt. Dies führte dazu, dass immer mehr Antillianen aus den Niederlanden zurückkehrten. Dieser Trend hat sich jedoch seit 2017 umgedreht: die Arbeitslosigkeit stieg 2019 auf 17,4 % und 2020 auf 19,1 %. Besorgniserregend ist dabei die Jugendarbeitslosigkeit, die 2020 42,2 % erreichte. Entsprechend drehte die Migrationsrate 2017 wieder ins Minus (−2,8). Der Wert steigerte sich bis 2019 auf −16,7. Das Ziel der Emigranten sind dabei zu mehr als 80 % die Niederlande, weil die Einwohner Curaçaos den niederländischen Pass besitzen.
Das Land führt eine Wertpapierbörse mit der Bezeichnung Dutch Caribbean Securities Exchange mit dem Sitz in der Hauptstadt.

### Erdölraffinerie (Isla Oil Refinery)
Bereits in den 1920er Jahren erbaute der niederländische Konzern Royal Dutch Shell eine Hafenanlage mit angeschlossener Raffinerie im Stadtteil Schottegat zunächst zur Versorgung der karibischen Inseln mit Erdölprodukten. Das benötigte Rohöl kam von venezolanischen Ölfeldern. Die Anlage in Willemstad trug in ihren besten Zeiten bis zu 9 Prozent zum Bruttoinlandsprodukt der Insel bei. Während des Zweiten Weltkrieges wuchs die Bedeutung der Raffinerie noch deutlich an. In der Nachkriegszeit sank ihre Bedeutung jedoch wieder, wobei die technischen Anlagen immer maroder wurden. In den 1980er Jahren verkaufte Shell die Anlage für einen symbolischen Gulden an die Inselregierung, die damit auch die technischen und ökologischen Probleme und Altlasten erbte. Die Inselregierung verpachtete die Raffinerie an die staatliche venezolanische Ölgesellschaft Petróleos de Venezuela (PDVSA), die dafür 20 Millionen US-Dollar jährlich an Miete überwies. Investitionen wurden allerdings kaum getätigt.
Die Kapazität der Raffinerie lag nominal bei 350.000 Barrel pro Tag, wobei die Kapazität seit 2010 nicht mehr ausgenutzt wurde. Sie lag 2010 bei 64.000 Barrel pro Tag, 2015 bei 178.000 Barrel pro Tag. 2019, als der Pachtvertrag mit PDVSA auslief, waren es nur noch 4.000 Barrel pro Tag. Für das Jahr 2020 wird keine Produktion mehr verzeichnet. 2019 lief der Pachtvertrag mit Petróleos de Venezuela aus und wurde nicht verlängert, da sich das Unternehmen als venezolanischer Staatskonzern infolge von US-Sanktionen aus dem Betrieb zurückziehen musste. Die Raffinerie wurde von einer Staatsgesellschaft Curaçaos übernommen, die allerdings nur einen Teil der Beschäftigten übernehmen wollte. In der Folge wurde der Betrieb mangels Belieferung aus Venezuela teilweise eingestellt. Das auf Curaçao raffinierte Erdöl wurde vor allem in die USA und verschiedene Länder Südamerikas exportiert.

### Tourismus
Bedingt durch sein tropisches Klima ist Curaçao für ganzjährigen Tourismus geeignet, besonders aber als warmes Winterziel für nordamerikanische und europäische Touristen. Aufgrund seiner historischen und politischen Verbundenheit entfällt der Großteil der Touristenankünfte auf niederländische Touristen.
Im Jahr 2007 besuchten 299.784 Touristen die Hauptinsel Curaçao. Davon kam mit 33,6 % der größte Teil aus den Niederlanden, 20,4 % kamen aus dem benachbarten Venezuela und 15,5 % aus den USA. Die Zahl der deutschen Touristen auf Curaçao war mit 5.516 oder 1,3 % (2008) sehr niedrig, wuchs aber mit Zuwachsraten von bis zu 18,5 % (2008). 2019 betrug die Zahl deutscher Touristen 20.818.
Bis 2019 stieg die jährliche Touristenzahl stetig an. So wurde 2019 die Zahl von 463.685 Touristen verzeichnet, wobei 53 % aus Europa kamen. Von diesen stammten 80 % aus den Niederlanden. Aus Nordamerika kam ein Anteil von 21 % der Touristenankünfte, aus Südamerika 16 %. Auf Besucher von den Nachbarinseln entfielen 9 %. Der Anteil südamerikanischer Touristen sank deutlich, da durch die Grenzschließung zwischen Venezuela und Curaçao im Februar 2019 ein wichtiger Quellmarkt versiegte.
Der direkte Beitrag des Tourismussektors zur Wirtschaftsleistung der Insel wurde 2019 mit 755 Millionen US-Dollar beziffert, durch indirekte Beiträge kamen weitere 478 Millionen US-Dollar hinzu. Um die Position Curaçaos im Tourismus weiter zu fördern wurde 2015 ein Master Plan vorgestellt, der bis 2020 aufgestellt wurde. Durch die Schließung der Grenzen im März 2020 infolge der Corona-Pandemie wurde die beabsichtigte Entwicklung jedoch unterbrochen.
Vor mehr als 20 Jahren wurde die Unterwasserwelt rund um die Insel unter Naturschutz gestellt. Dies hat Curaçao und seine Nachbarinseln zu einem weltbekannten Tauchgebiet gemacht. Für Taucher gibt es neben Weich- und Steinkorallen auch zahlreiche Schwämme, Anemonen, Gorgonien, Seepferdchen, Skorpionfische, Rochen, Barrakudas, Haie, Meeresschildkröten und Sepien zu beobachten. Auch liegen vor den Küsten der Insel einige Schiffswracks, die für Taucher einfach zugänglich sind.

#### Kreuzfahrttourismus
Zu den oben genannten Touristenankünften kommt eine beträchtliche Zahl von Kreuzfahrttouristen hinzu. Curaçao gehört mit seiner karibischen Randlage heute zwar nicht zu den führenden Kreuzfahrtdestinationen in der Karibik, konnte aber bereits im Jahr 1901 das erste Kreuzfahrtschiff in Willemstad begrüßen, die Prinzessin Victoria Luise aus New York. Wegen der schmalen Hafenzufahrt über die St. Anna Bay, ankerten die Schiffe in den ersten Jahren vor der Küste. Seit dem Jahr 2000 kann Curacao eine stetig wachsende Zahl an Kreuzfahrtschiffen und -passagieren verzeichnen. Die Zahl der Kreuzfahrtschiffe stieg von 219 im Jahr 2000 auf den bisherigen Rekordwert von 313 im Jahr 2019 an. Die Zahl der Passagiere übertraf diese Steigerung noch, da die Schiffe in diesem Zeitraum deutlich größer geworden sind. Waren es 2000 noch 303.718 Passagiere, so stieg die Zahl bis 2019 auf 809.874 an. Damit erreichten ca. 6,7 % aller Kreuzfahrtpassagiere in der Karibik den Hafen von Willemstad. Das Jahr 2020 verzeichnete aufgrund der Coronakrise einen deutlichen Einbruch auf 100 Schiffe mit 256.033 Passagieren. Nach einer fünfzehnmonatigen Pause erreichte am 10. Juni 2021 mit der Celebrity Millennium das erste Kreuzfahrtschiff Willemstad. Bis Ende 2021 war der Kreuzfahrttourismus wieder auf ein annähernd normales Maß angewachsen.

#### Kulinarische Spezialitäten

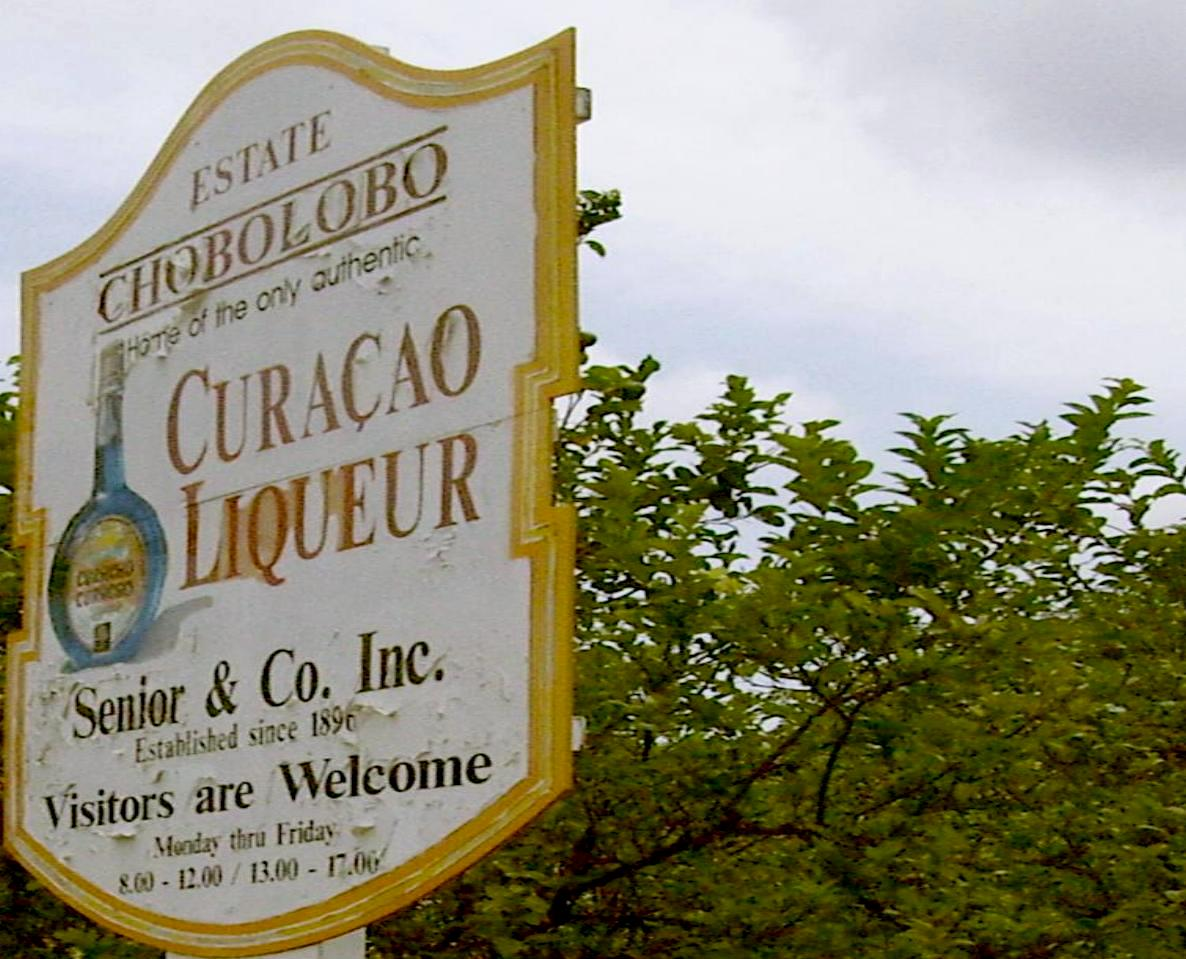
Infotafel vor der historischen Likörbrennerei

Aus den Schalen von Bitterorangen (Pomeranzen), die auf der Insel wachsen, wird der nach der Insel benannte Likör Curaçao hergestellt. Die Schalen werden mazeriert und dabei in Alkohol eingelegt, der Aroma und Farbstoffe herauslöst. Den Likör gibt es entweder in klarer Form oder in den Farben Rot, Orange, Grün und Blau. Auch kann man in der Likörfabrik neben dem puren Likör Mischungen mit Kaffee, Schokolade, Rum/Rosinen und Tamarinde bekommen. Der auf der Insel hergestellte Likör ist mit dem in Europa meistens „Blue Curaçao“ genannten nicht zu vergleichen.
Auf den Tisch kommen Meeresfrüchte, niederländische und kreolische Spezialitäten. Parilla de Marisco ist eine vielfältige Meeresfrüchteplatte. Aus den kreolischen Einflüssen stammen die Stoba-Gerichte, also Gerichte mit Schmorfleisch. Für europäische Gaumen etwas gewöhnungsbedürftig ist die Suppa Iguana, eine klare Suppe mit Leguanfleisch.

## Luftverkehr
Der Curaçao International Airport (CUR) verbindet Curaçao mit Europa, Nord- und Südamerika. Der Flughafen wurde früher als Hato International Airport bezeichnet, nach der Hato-Plantage, auf deren Gelände der Flughafen einst angelegt wurde. Aufgrund der neu gegründeten Erdölraffinerie und des wachsenden Interesses der Niederländer die karibischen Besitzungen zu besuchen, entstand in den 1920er Jahren der Wunsch nach einem Flughafen. Dieser wurde schließlich von der Westindischen Regierung gebaut und 1934 in Betrieb genommen.
Im Zweiten Weltkrieg wurde der Flughafen zu einem der betriebsamsten in der ganzen Karibik, da er auch von der US Air Force für Patrouillenflüge gegen feindliche U-Boote genutzt wurde.
Mit der Entwicklung des Flugtourismus wuchs seit 1960 der Bedarf nach einem leistungsfähigeren internationalen Flughafen. So wurde in den 1960er Jahren ein Masterplan für einen internationalen Flughafen aufgelegt, dessen Start- und Landebahn bereits für die neuen Jumbo-Jets Boeing 747 dimensioniert wurde. Seit 1977 firmiert der neue Flughafen unter der Bezeichnung Curaçao International Airport. Seit der Erweiterung von 2006 kann der Flughafen bis zu 1,6 Millionen Passagiere bewältigen.
Seit der Wiedereröffnung des Flughafens nach der coronabedingten Schließung 2020 bestehen tägliche Direktverbindungen nach Amsterdam, Miami, New York, zu verschiedenen Karibikinseln wie Sint Maarten, Orten in Venezuela und nach Bogotá in Kolumbien. Die KLM fliegt täglich unter anderem mit einer Boeing 777-200 (Stand November 2021) von Amsterdam nach Curaçao. Auch die zur TUI Airlines gehörende TUI Airlines Nederland bietet mehrmals wöchentlich Flüge von Amsterdam aus mit einer Boeing 787 (Stand März 2015) nach Curaçao an, genauso wie die Corendon Dutch Airlines, die zwischen Amsterdam und Curaçao einen Airbus A350 nutzen. Von November 2011 bis Ende September 2017 flog Air Berlin wöchentlich nonstop mit einer Maschine vom Typ Airbus A330-200 von Düsseldorf nach Curaçao. Diese Verbindung war die einzige Direktverbindung von Deutschland nach Curaçao. Seit November 2018 bot Condor einmal wöchentlich einen Direktflug von Frankfurt nach Curaçao an. Aktuell (Stand April 2024) gibt es keine Direktverbindung von Deutschland.

## Ökologie
Tauch- und Schnorcheltourismus leben von einer intakten Unterwasserwelt. Dennoch ist festzuhalten, dass die beiden Hauptwirtschaftszweige Curaçaos, Tourismus und Erdölraffinerie, die Riffe um die Insel herum bereits geschädigt haben. Darüber hinaus ist Curaçao als Insel durch den Anstieg des Meeresspiegels gefährdet. Ungefähr 40 % seiner ökonomischen Aktivitäten sind auf seine Küstenbereiche konzentriert. Darüber hinaus wird erwartet, dass die Insel heißer und trockener werden wird, was auf die ohnehin schon begrenzten Wasserressourcen weiteren Druck aufbauen würde.
Die Isla-Ölraffinerie war schon in den 1980er Jahren eine Bedrohung für die Korallenriffe der Insel. Es wurden große Mengen an Schwefeldioxid sowie Schwermetalle wie Nickel oder Vanadiumpentoxid emittiert. Die Schwefeldioxidwerte lagen oft deutlich über den in der EU geltenden Höchstgrenzen. Als Folge gab es einen hohen Anteil an Asthmaerkrankungen in der Bevölkerung. Durch die teilweise Stilllegung der Anlage 2019 ergaben sich deutliche Verbesserungen dieser Probleme.
Einen Beitrag zur nachhaltigen Entwicklung der Insel soll das Living Lab Curaçao leisten. Mit dem Living Lab Curaçao will die Inselregierung eine führende Rolle auf dem Gebiet erneuerbarer Energien spielen und in Zukunft sogar als Exporteur erneuerbarer Energie im Karibikraum auftreten. Für das Living Lab schließt sich die Regierung mit der Universität von Curaçao und mit Unternehmen aus den Niederlanden zusammen, unter anderem mit dem Hafenbetrieb Rotterdam.
In diesem Kontext soll auch die betagte Erdölraffinerie durch die Umstellung auf nachhaltige Produkte für die Zukunft fit gemacht werden.

## Währung
Offizielle Währung ist der karibische Gulden, bezahlt werden kann aufgrund des festen Wechselkurses auch mit dem US-Dollar. In der Tourismusbranche wird oftmals auch der Euro akzeptiert.

## Willemstad

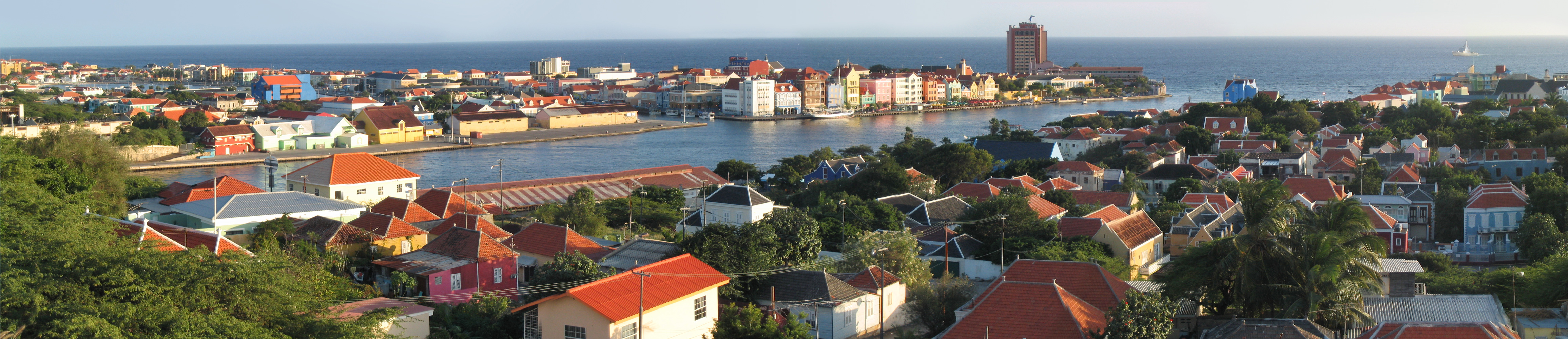
Blick auf Willemstad

Die Hauptstadt von Curaçao ist Willemstad. Seine Innenstadt mit den Stadtteilen Punda (vom niederländischen de punt ‚der Punkt‘) und Otrabanda (deutsch: ‚die andere Seite‘), Scharloo und Pietermaai beherbergt viele historische Gebäude der niederländischen Kolonialarchitektur. Diese vier Ortsteile stehen nahezu komplett unter dem Schutz des UNESCO-Welterbes. Die beiden Stadtteile Punda und Otrobanda verbindet eine Pontonbrücke für Fußgänger und Radfahrer, die Königin-Emma-Brücke (Koningin Emmabrug), die für ein- und ausfahrende Schiffe aus dem Hafen mehrmals am Tag geöffnet wird. Der Autoverkehr muss den Umweg über die 55 m hohe Königin-Juliana-Brücke (Koningin Julianabrug) nehmen, die etwas nördlich der historischen Altstadt die Sint Annabaai ‚St.-Anna-Bucht‘ überquert. Zweiradbesitzer schieben ihre Gefährte über die Königin-Emma-Brücke, um sich diesen Umweg zu ersparen, zumal dies nicht gesetzlich verboten ist. 
Willemstad bietet vor der Hafeneinfahrt zwei Megapiers für sehr große Kreuzfahrtschiffe sowie verschiedene Ankerplätze für kleinere Kreuzfahrtschiffe in der St. Anna Bay, sodass häufig mehr als 10.000 Tagestouristen auf der Insel zu finden sind. Der Ausbau der auf den Kreuzfahrttourismus ausgerichteten Infrastruktur ist Bestandteil des 2014 vorgestellten Rif Seaport Curaçao Master Plans, der auch die touristische Entwicklung des Stadtteils Otrabanda umfasst.
Willemstad hat mit Vororten rund 120.000 Einwohner, womit etwa 85 % der Einwohner Curaçaos in Willemstad wohnen. Das politische Zentrum liegt im und um das historische Regierungsviertel im Fort Amsterdam in Punda. Punda und Otrobanda sind auch die Zentren für nationale Feiertage. So wird am 27. April der Königstag groß gefeiert. An diesem Tag trifft sich die Insel, in orange gekleidet, in der Innenstadt, wo ein Königinnenmarkt mit Unterhaltung stattfindet und viele lokale Handwerker ihre Ware anbieten. Am 2. Juli feiert die Insel ihren Flaggentag, mit ähnlichen Aktivitäten, nur diesmal in Blau gekleidet. Das Kura Hulanda Museum, integriert ins gleichnamige Hotel, dokumentiert in Otrabanda die mehrhundertjährige Geschichte der Sklaverei in Westindien.
Im Norden der Hauptstadt, am Nordrand des Ortsteils Biesheuvel, liegt das Stadion Ergilio Hato, in dem die Fußballnationalmannschaft von Curaçao ihre Heimspiele bestreitet.

## Sport
Die Fußballnationalmannschaft von Curaçao löste nach Auflösung der Niederländischen Antillen die Nationalmannschaft der Niederländischen Antillen ab. Organisiert wird sie vom Federashon Futbòl Kòrsou (Papiamentu für ‚Fußballverband Curaçao‘), der im September 2010 aus der Nederlands Antilliaanse Voetbal Unie ‚Fußballunion der Niederländischen Antillen‘ hervorging. Trainiert wird sie seit 2016 von dem Niederländer Remko Bicentini. Am 26. Juni 2017 gelang es Curaçao mit einem 2:1-Sieg über Jamaika erstmals in der Geschichte die Karibikmeisterschaft zu gewinnen.
Special Olympics Curaçao wurde in den späten 1970er Jahren gegründet und nahm mehrmals an Special Olympics Weltspielen teil.

## Medien

### Zeitungen
Niederländisch
- Antilliaans Dagblad
- Amigoe
- De Telegraaf Caribische editie (karibische Ausgabe)

Papiamentu
- Bala
- Boletin
- Extra
- La Prensa
- Nobo
- Ultimo Noticia
- Vigilante

Englisch
- Curaçao Chronicle

### Radiosender

#### Niederländischsprachig
- Radio One
- Radio Hoyer II
- Paradise FM
- Dolfijn FM
- Radio Nederland (von Radio Nederland Wereldomroep)

#### Papiamentusprachig
- Radio Hoyer I
- Kórsou FM
- Top FM
- Radio Krioyo
- Mi 95
- Rock Korsow
- Radio mas 99
- Radio New Song
- Hit 100.3
- Radio direct
- Radio Delta

#### Englischsprachig
- Clazz FM
- Easy FM

### Fernsehen
- niederländisches Fernsehen: NPO 1, NPO 2 und NPO 3
- BVN von Radio Nederland Wereldomroep (niederländischsprachig)
- TeleCuraçao (papiamentusprachig)
- TV11 (papiamentusprachig, mit niederländischsprachiger lokaler Talkshow Drayer&Campman (Dienstag und Sonntag 21.00 Uhr Ortszeit) und anderen niederländischsprachigen Sendungen)
- venezolanische Kanäle (gratis, spanischsprachig)
- weitere amerikanische Kanäle (über Satellit, nicht gratis, englischsprachig)
- Kanal 24 (nicht gratis, englischsprachig)

## Söhne und Töchter der Insel
- Vurnon Anita (* 1989), Fußballspieler
- Frank M. Arion (Frank Efraim Martinus), Autor
- Jandino Asporaat (* 1981), Schauspieler, Comedian und Motivator
- Charlison Benschop (* 1989), Fußballer
- Izaline Calister (* 1969), Sängerin
- Suzy Camelia-Römer (* 1959), Politikerin, Premierministerin der Niederländischen Antillen
- Tahith Chong (* 1999), Fußballspieler
- Diangelo Cicilia (* 1971), Gitarrist
- Roland Colastica, Schriftsteller, Regisseur
- Randal Corsen (* 1972), Jazzpianist und Komponist
- Daisy Dee (* 1970), Sängerin und Moderatorin
- Nydia Ecury, Autor
- Carissa Etienne (1952–2023), Medizinerin und Direktorin der Panamerikanischen Gesundheitsorganisation
- Elia Isenia, Musikerin
- Andruw Jones, Baseballspieler
- Tania Kross, Mezzosopran
- Pierre Lauffer, Autor
- Jurswailly Luciano (* 1991), Handballspielerin
- Guillermo Marchena (1947–1994), Schlagzeuger und Popsänger
- Churandy Martina (* 1984), Leichtathlet
- Erik Meijer (* 1963), Informatiker und Unternehmer
- Robby Müller (1940–2018), Kameramann
- Wim Statius Muller (1930–2019), Pianist und Komponist
- Jan Gerard Palm (1831–1906), Komponist
- Wendell Roche, Kampfsportler, MMA-Fighter
- Jean-Julien Rojer (* 1981), Tennisspieler
- Orlando Smeekes (* 1981), Fußballspieler
- Martin Verdonk (* 1959), Jazzperkussionist
- Reginald de Windt (* 1983), Judoka
- Roelly Winklaar (* 1977), Bodybuilder, Gewinner des Wettbewerbs New York Pro 2010
- Danny Yanga (* 1983), Sänger, Schauspieler und Model